# Billingstad Station
Billingstad Station (Billingstad stasjon) er en jernbanestation på Drammenbanen, der ligger i området Billingstad i Asker kommune i Norge. Stationen består af to spor med en øperron imellem samt en stationsbygning, der fungerer som trappehus. Stationen betjenes af lokaltog mellem Spikkestad og Lillestrøm.
Stationen åbnede som holdeplads 3. marts 1919 men blev opgraderet til station 16. juni 1921. Fra 1953 til 1958 udvidedes banen med dobbeltspor mellem Sandvika og Asker, og i den forbindelse etableredes en ny tunnel umiddelbart øst for Billingstad. Stationen blev samtidig hævet ud af niveau, og i 1958 fik den en ny stationsbygning tegnet af NSB Arkitektkontor. Stationen blev nedgraderet til trinbræt 1. december 1982 og gjort fjernstyret 14. december 1993.